# Токаревское газоконденсатное месторождение
Токаревское газоконденсатное месторождение — расположено в Западно-Казахстанской области, в 80 км к западу от города Уральска. Оно состоит из четырёх отдельных залежей, в основном установлена единичными скважинами. Положение газоводяного контакта (ГВК) отдельных залежей колеблется от −2776 до −2082 м.
По административному делению Контрактный участок Токаревский относится к Зеленовскому району Западно-Казахстанской области Республики Казахстан.

## О месторождении
Месторождение входит в Каменско-Тепловско-Токаревскую группу месторождений, которая состоит из восьми газоконденсатных и нефтегазоконденсатных месторождений: Токаревское, Каменское, Цыгановское, Ульяновское, Гремячинское, Восточно-Гремячинское, Западно-Тепловское, Тепловское.
Открыто производственным геологическим объединением «Уральскнефтегазгеология». В 1969 году был получен фонтан газоконденсата на Западно-Тепловской площади.
В настоящее время месторождение разрабатывает Акционерное Общество «Совместное предприятие „Степной Леопард, ЛТД“».